# 杜伏威击陈稜之战
杜伏威击陈稜之战，隋炀帝大业十三年（617年），杜伏威与隋朝右卫将军陈稜部队的一次交战。
617年正月，隋炀帝命右卫将军陈稜领兵八千攻打活跃在江淮地区的杜伏威。陈稜号称名将、但却迟迟不敢与杜军交锋，杜伏威送给他妇人衣服，书信戏称其为陈姥，以激怒他。陈稜果然中计，倾全军出动，杜伏威亲至阵前挑战，被隋朝裨将射中前额。杜伏威勇不退却，发誓不杀射他的人就不拔此箭，于是驱马入隋阵，大呼冲锋，生擒裨将，令其拔箭，然后杀死。接着率军奋击，大败隋军，陈稜逃跑幸免。杜伏威随后大破高邮（今江苏高邮北），攻占历阳郡（今安徽省和县）。